# Ballou Tabla
Ballou Jean-Yves Tabla (Abidjan, 31 marzo 1999) è un calciatore canadese, attaccante o ala dell'Atlético Ottawa.

## Carriera

### Club
Cresciuto nelle giovanili degli Impact, dopo aver passato una stagione e mezzo in prima squadra, viene acquistato dal Barcellona B con i quali colleziona complessivamente 30 presenze e marcando due reti. Dopo la breve parentesi con l'Albacete, con cui colleziona appena due presenze, il 7 agosto 2019 torna al Montréal Impact in prestito.
Il 15 gennaio 2020 viene acquistato a titolo definitivo dai canadesi. Il 1º gennaio 2022 rimane svincolato dal club canadese. 
Il mese successivo, il 15 febbraio, viene ingaggiato dall'Atlético Ottawa, club militante nella massima serie canadese.
Nel gennaio del 2023, Tabla si unisce al Manisa, squadra della seconda serie turca. Con il club turbo rimane per una stagione e mezza, durante la quale ha disputato 23 partite e realizzato tre reti tra campionato e coppe.
Il 22 gennaio 2024 fa in ritorno in Canada, nuovamente all'Atletico Ottawa.

### Nazionale
Nel 2018 sceglie di giocare per il Canada a discapito della Costa d'Avorio, suo paese natio.
Il 17 ottobre 2018 esordisce con la Nazionale canadese subentrando negli ultimi 35 minuti di gioco contro la Nazionale dominicana.

## Statistiche

### Presenze e reti nei club
Statistiche aggiornate al 2 novembre 2024.
| Stagione               | Squadra                | Campionato             | Campionato | Campionato | Coppe nazionali | Coppe nazionali | Coppe nazionali | Coppe continentali | Coppe continentali | Coppe continentali | Altre coppe | Altre coppe | Altre coppe | Totale | Totale |
| Stagione               | Squadra                | Comp                   | Pres       | Reti       | Comp            | Pres            | Reti            | Comp               | Pres               | Reti               | Comp        | Pres        | Reti        | Pres   | Reti   |
| ---------------------- | ---------------------- | ---------------------- | ---------- | ---------- | --------------- | --------------- | --------------- | ------------------ | ------------------ | ------------------ | ----------- | ----------- | ----------- | ------ | ------ |
| 2016                   | FC Montréal            | USL                    | 21         | 5          |                 |                 | -               | -                  |                    | -                  | -           | -           | -           | 21     | 5      |
| 2017                   | Montréal Impact        | MLS                    | 21         | 2          | CC              | 3               | 1               |                    | -                  | -                  |             | -           | -           | 24     | 3      |
| 2018 gen.              | Barcellona B           | SD                     | 12         | 1          |                 | -               | -               |                    | -                  | -                  |             | -           | -           | 12     | 1      |
| 2018-2019              | Barcellona B           | SDB                    | 18         | 2          |                 | -               | -               |                    | -                  | -                  |             | -           | -           | 18     | 2      |
| Totale Barcellona B    | Totale Barcellona B    | Totale Barcellona B    | 30         | 3          |                 | -               | -               |                    | -                  | -                  |             | -           | -           | 30     | 3      |
| 2018 gen.-giu.         | Albacete               | SD                     | 2          | 0          |                 | -               | -               |                    | -                  | -                  |             | -           | -           | 2      | 0      |
| 2019                   | Montréal Impact        | MLS                    | 4          | 0          | CC              | 0               | 0               |                    | -                  | -                  |             | -           | -           | 4      | 0      |
| 2020                   | Montréal Impact        | MLS                    | 5          | 1          | CC              | -               | -               | CCL                | 2                  | 0                  |             | -           | -           | 7      | 1      |
| 2021                   | Montréal Impact        | MLS                    | 2          | 0          | CC              | 2               | 2               |                    | -                  | -                  |             | -           | -           | 4      | 2      |
| Totale Montreal Impact | Totale Montreal Impact | Totale Montreal Impact | 32         | 3          |                 | 5               | 3               |                    | 2                  | 0                  |             | -           | -           | 39     | 6      |
| 2022                   | Atlético Ottawa        | CPL                    | 27+1       | 6+1        | CC              | 1               | 0               |                    | -                  | -                  |             | -           | -           | 29     | 7      |
| gen.-giu. 2023         | Manisa                 | 1L                     | 14         | 2          | CT              | -               | -               |                    | -                  | -                  |             | -           | -           | 0      | 0      |
| ago. 2023-gen. 2024    | Manisa                 | 1L                     | 7          | 1          | CT              | 2               | 0               |                    | -                  | -                  |             | -           | -           | 9      | 1      |
| Totale Manisa          | Totale Manisa          | Totale Manisa          | 21         | 3          |                 | 2               | 0               |                    | -                  | -                  |             | -           | -           | 23     | 3      |
| 2024                   | Atlético Ottawa        | CPL                    | 28+2       | 2          | CC              | 3               | 1               |                    | -                  | -                  |             | -           | -           | 33     | 3      |
| Totale Atletico Ottawa | Totale Atletico Ottawa | Totale Atletico Ottawa | 58         | 9          |                 | 4               | 1               |                    | -                  | -                  |             | -           | -           | 62     | 10     |
| Totale carriera        | Totale carriera        | Totale carriera        | 161+3      | 14         |                 | 11              | 4               |                    | 2                  | 0                  |             | -           | -           | 177    | 27     |

### Cronologia presenze e reti in nazionale
| Cronologia completa delle presenze e delle reti in nazionale ― Canada | Cronologia completa delle presenze e delle reti in nazionale ― Canada | Cronologia completa delle presenze e delle reti in nazionale ― Canada | Cronologia completa delle presenze e delle reti in nazionale ― Canada | Cronologia completa delle presenze e delle reti in nazionale ― Canada | Cronologia completa delle presenze e delle reti in nazionale ― Canada | Cronologia completa delle presenze e delle reti in nazionale ― Canada | Cronologia completa delle presenze e delle reti in nazionale ― Canada |
| Data                                                                  | Città                                                                 | In casa                                                               | Risultato                                                             | Ospiti                                                                | Competizione                                                          | Reti                                                                  | Note                                                                  |
| --------------------------------------------------------------------- | --------------------------------------------------------------------- | --------------------------------------------------------------------- | --------------------------------------------------------------------- | --------------------------------------------------------------------- | --------------------------------------------------------------------- | --------------------------------------------------------------------- | --------------------------------------------------------------------- |
| 17-10-2018                                                            | Toronto                                                               | Canada                                                                | 5 – 0                                                                 | Dominica                                                              | CONCACAF Nations League 2019-2020 - 1º turno                          | -                                                                     | 55’                                                                   |
| 19-11-2018                                                            | Basseterre                                                            | Saint Kitts e Nevis                                                   | 0 – 1                                                                 | Canada                                                                | CONCACAF Nations League 2019-2020 - 1º turno                          | -                                                                     | 66’                                                                   |
| Totale                                                                |                                                                       | Presenze                                                              | 2                                                                     |                                                                       | Reti                                                                  | 0                                                                     |                                                                       |

## Palmarès

### Club

#### Competizioni nazionali
- Canadian Championship: 2

Montreal Impact: 2019, 2021